# روز جهانی ببر

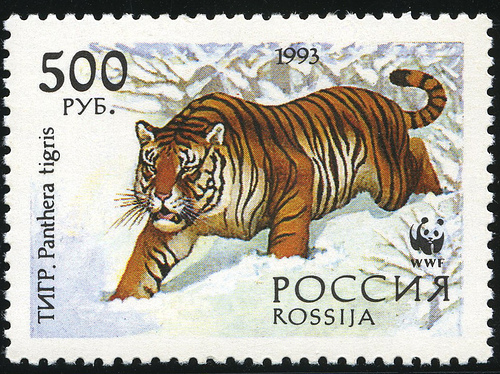
تمبر روز جهانی ببر

روز جهانی ببر، اغلب به نام روز بین‌المللی ببر، یک جشن سالانه به جهت بالا بردن سطح آگاهی برای حفاظت از ببرها می‌باشد و سالانه در تاریخ ۲۹ ژوئیه برگزار می‌شود. در سال ۲۰۱۰ در اجلاس سن پترزبورگ ایجاد شد. هدف از این روز ارتقاء یک سیستم جهانی برای حفاظت از زیستگاه‌های طبیعی ببرها و افزایش آگاهی عمومی و پشتیبانی از مسائل مربوط به حفاظت از ببر است.